# Nhữ Dương Công chúa
Nhữ Dương Công chúa (chữ Hán: 汝陽公主), không rõ sinh mất cũng như tên thật, là hoàng nữ của Minh Thái Tổ Chu Nguyên Chương, hoàng đế đầu tiên của nhà Minh.

## Cuộc đời
Nhữ Dương Công chúa là hoàng nữ thứ 15 của Minh Thái Tổ, mẹ là Quách Huệ phi (郭惠妃). Quách thị là con gái của Trừ Dương vương Quách Tử Hưng (郭子興), một trong số những vị tướng đánh bại nhà Nguyên cùng Thái Tổ. Nhữ Dương là em ruột cùng mẹ với Thục Hiến vương Chu Xuân, Đại Giản vương Chu Quế, Dục vương Chu Huệ và Vĩnh Gia Trinh Ý Công chúa.
Tháng 7 năm Hồng Vũ thứ 27 (1394), bà được sách phong làm Nhữ Dương Công chúa (汝陽公主) và hạ giá Tạ Đạt (謝達). Tạ Đạt là con của Đô đốc Thiêm sự Tạ Ngạn, người Phượng Dương, Ngạn trước đây được gia đình họ Tôn nhận nuôi nên cải sang họ Tôn. Phò mã Đạt được bổ làm Tiền quân Đô đốc phủ do lập nhiều chiến công trong các cuộc viễn chinh, cho khôi phục lại họ Tạ như trước.
Cũng trong năm thứ 27, Hàm Sơn Công chúa, hoàng nữ thứ 14 của Thái Tổ hạ giá lấy chồng. Dựa theo đó, năm sinh của công chúa Nhữ Dương nhiều khả năng cũng cùng với công chúa Hàm Sơn là năm Hồng Vũ thứ 14 (1381).
Năm Vĩnh Lạc thứ 22 (1424), công chúa Nhữ Dương được phong làm Trưởng công chúa, sang đời Hồng Hi thì được tấn tôn làm Thái trưởng công chúa.
Không rõ công chúa Nhữ Dương mất vào năm nào. Năm Cảnh Thái thứ 4 (1462), cháu nội Tạ Diễm tấu rằng, phần mộ của công chúa không người coi sóc nên triều đình đã cắt cử 4 hộ dân đến canh giữ lăng mộ của bà tại huyện Giang Ninh, Nam Kinh.